# Kirche Hl. Maria Magdalena (Donja Ljuboviđa)
Die Kirche Hl. Maria Magdalena (serbisch: Црква Свете Марије Магдалине, Crkva Svete Marije Magdaline) ist eine serbisch-orthodoxe Kirche, im Dorf, Donja Ljuboviđa, im westlichen Serbien.
Die von 2012 bis 2013 erbaute Kirche ist der Heiligen apostelgleichen Maria Magdalena geweiht. Sie ist die Filialkirche der Pfarrei Gračanica im Dekanat Azbukovica der Eparchie Šabac der serbisch-orthodoxen Kirche.

## Lage

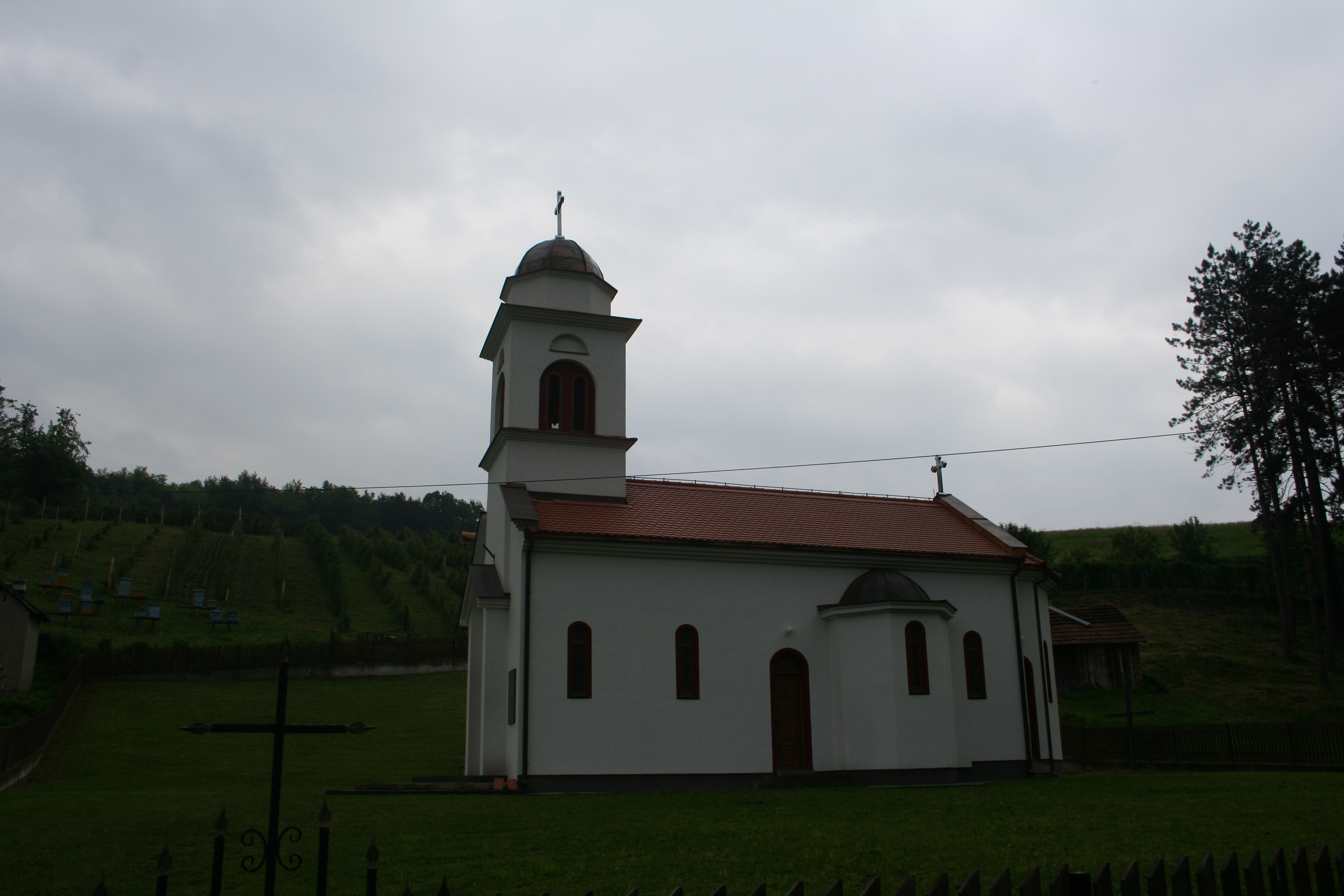
Die Südseite der Kirche mit Umgebung

Das Kirchengebäude steht im umzäunten Kirchhof nahe der Dorfgrundschule.
Donja Ljuboviđa liegt in der Opština Ljubovija, im Okrug Mačva im westlichen Zentralserbien, in der historischen Region Azbukovica. Die Opština Ljubovija ist eine Grenzgemeinde Serbiens zum westlichen Nachbarland Bosnien und Herzegowina. Durch das Dorf, südlich der Kirche, fließt der Fluss Ljuboviđa.

## Geschichte
Im Ort stehen die Ruinen einer alten Kirche. Mit dem Bau der Kirche Hl. Maria Magdalena wurde 2012 begonnen. Am 27. Mai 2012 weihte der Bischof der Eparchie Šabac, Lavrentije, die Kirchenfundamente in Anwesenheit von 500 Gläubigen der Gegend.
Fertiggestellt wurde die Kirche nach einem Jahr Bauzeit 2013. Am 13. Oktober 2013 wurde sie von Bischof Lavrentije feierlich eingeweiht.

## Architektur

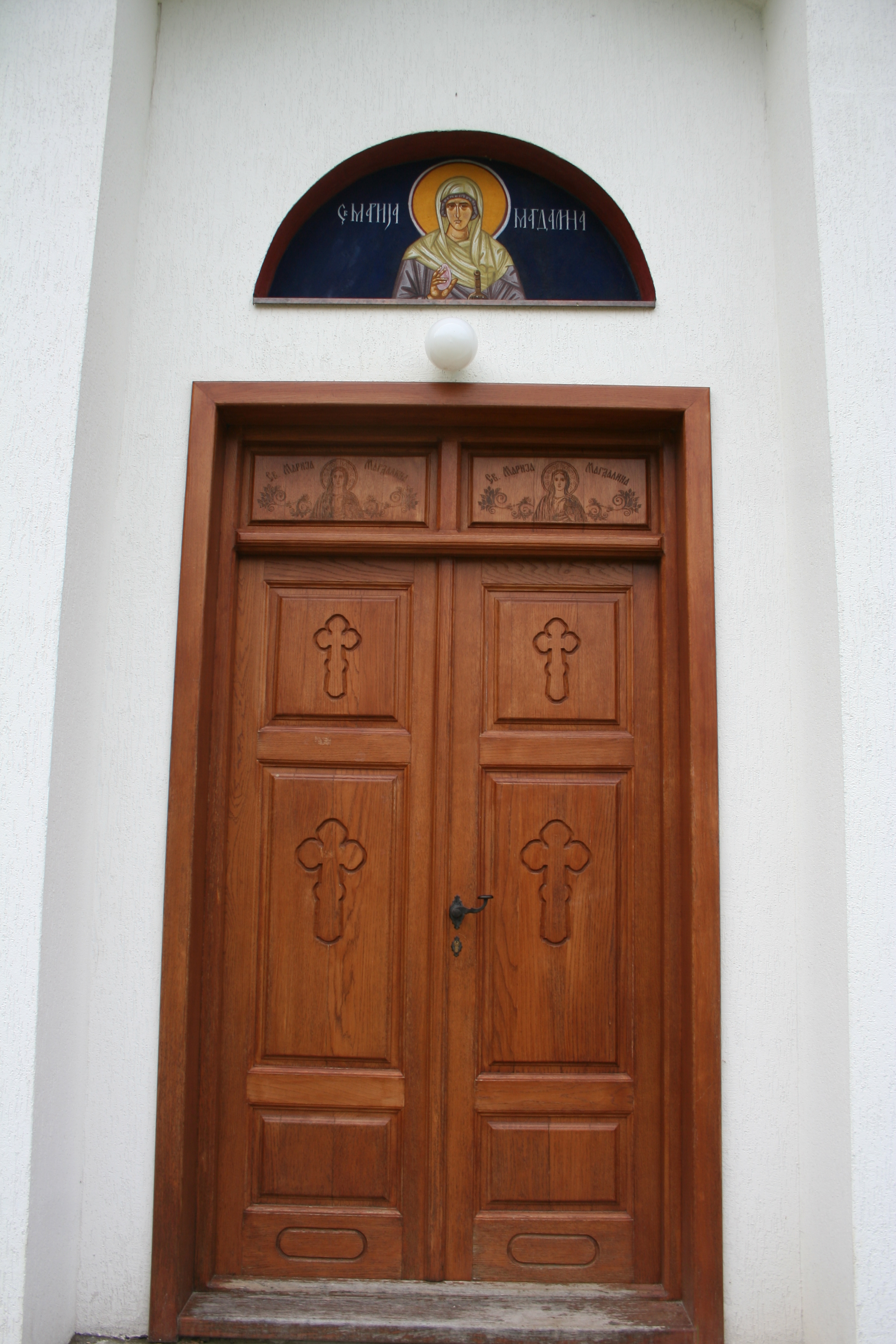
Der Kircheneingang mit der Patronatsfreske

Das Gotteshaus ist im traditionellen serbisch-byzantinischen Baustil erbaut worden.
Die einschiffige Kirche besitzt eine von außen fünfseitige und im Inneren halbrunde Altar-Apsis im Osten, zwei Seitenkonchen im Naos und einen Kirchturm mitsamt Rundkuppel im Westen.
Die Kirche besitzt einen Haupteingang mitsamt kleinem Eingangsportal an der Westseite mit einer Patronatsfreske der Hl. Maria Magdalena und zwei Nebeneingänge an der Südseite. An der Westseite stehen zwei Platten mit den Namen der Ktitoren der Kirche. Die Kirche besitzt zwei Kreuze an der West- und Ostseite.
Sie besitzt typisch für orthodoxe Kirchenbauten eine (hölzerne) Ikonostase mitsamt Ikonen. Im Kircheninneren ist sie nicht mit byzantinischen Fresken bemalt.